# جونوستراماتزا
جونوستراماتزا، (بالإنجليزية: Gonnostramatza)‏، (سردينيا: Gonnos-Tramatza)، هي بلدية في مقاطعة أوريستانو، في إقليم سردينيا الإيطالي، وتقع على بعد حوالي 60 كيلومترًا (37 ميلًا) شمال غرب كالياري، وحوالي 40 كم (25 ميلًا) جنوب شرق أوريستانو، في مارميلا.

## السكان
في سنة 1861 بلغ عدد السكان 1٬032 نسمة، وتطور العدد ليصل في سنة 2011 لـ 943 نسمة.
يظهر هذا المخطط البياني تطور النمو السكاني لـ جونوستراماتزا